# Кунев, Роман Петрович
Рома́н Петро́вич Ку́нев (укр. Роман Петрович Кунєв, 20 сентября 1990, Кременчуг, Украинская ССР) — украинский футболист, защитник клуба «Горняк-Спорт».

## Ранние годы
Воспитанник кременчугского футбола. Со второго или с третьего класса вместе по футбольной карьере шёл с Романом Безусом.

## Клубная карьера
После завершения обучения заключил контракт с «Кремнём». В команде Сергея Свистуна футболист, по словам Николая Павлова, «блистал» наряду с Безусом и Локтионовым. Зимой 2008 года Павлов всех троих пригласил к себе в «Ворсклу». Футболисты стали играть за дубль полтавчан в молодёжном первенстве. В этой команде Кунев и Безус составляли атакующий тандем, некоторым соперникам забивали даже вдвоём. После двух лет в дубле Кунев был отдан обратно в «Кремень» в аренду
В начале 2013 года вернулся в «Ворсклу», когда команду вкачестве исполняющего обязанности главного тренера возглавлял Сергей Свистун. В Премьер-лиге дебютировал 10 марта того же года в игре против «Шахтёра», заменив на 82-й минуте Павла Ребёнка. Всего сыграл 4 матча.
После перехода Свистуна в «Кремень», с ним в Кременчуг перебрались Бурдейный, Вовкодав, Курелех, Бацула, Ченбай и Кунев. В этой команде Роман Кунев в сезоне 2013/14 сыграл 24 матча. Зимой 2014 года пытался трудоустроиться в перволиговой «Александрии». В октябре 2014 года в матче с «Реал-Фармой» получил перелом лотеральной косточки, из-за чего до конца года больше не играл.

## Стиль игры
Начинал карьеру на позиции нападающего, мог сыграть атакующим либо крайним полузащитником. В 2014 году Сергей Свистун стал наигрывать Кунева на позиции правого защитника.

## Достижения
- Бронзовый призёр Второй лиги Украины (2): 2010/11, 2014/15